# Коледж Авраама Ґайґера
Коледж Авраама Ґайґера (нім. Abraham Geiger Kolleg) — рабинська семінарія при Потсдамському університеті, яка розташована в Потсдамі, Німеччина. Семінарією керують рабини Вальтер Джейкоб і Вальтер Гомолка.

## Історія
Коледж Авраама Ґайґера був заснований 1999 року. Він став єдиною семінарією Німеччини з часів Голокосту, коли Гестапо закрила Коледж Науки Юдаїзму. Коледж названо на честь Авраама Ґайґера (1810–1874), німецького рабина-реформатора і науковця. 2009 року коледж призначив Ювала Пората хазаном. Порат став першою людиною, що пройшла підготовлення хазана в Німеччині з часів Голокосту. У листопаді 2010 року коледж висвятив Аліну Трейгер — першу жінку-рабина в Німеччині після Другої світової війни. Її висвячення відбулося в берлінській синагозі Песталоцці, де були присутні Крістіан Вульфф, тодішній президент Німеччини, і єврейські лідери з усього світу. 2011 року в коледжі висвятили Антьє Дойзель, жінку німецького походження, призначену рабином у Німеччині вперше з часів нацистської доби.